# Rue Georges-Lebigot
La rue Georges-Lebigot est la plus ancienne voie de circulation de Villejuif dans le Val-de-Marne.

## Situation et accès
La rue Georges-Lebigot est desservie par la station de métro Villejuif - Paul Vaillant-Couturier sur la ligne 7 du métro de Paris.

## Origine du nom

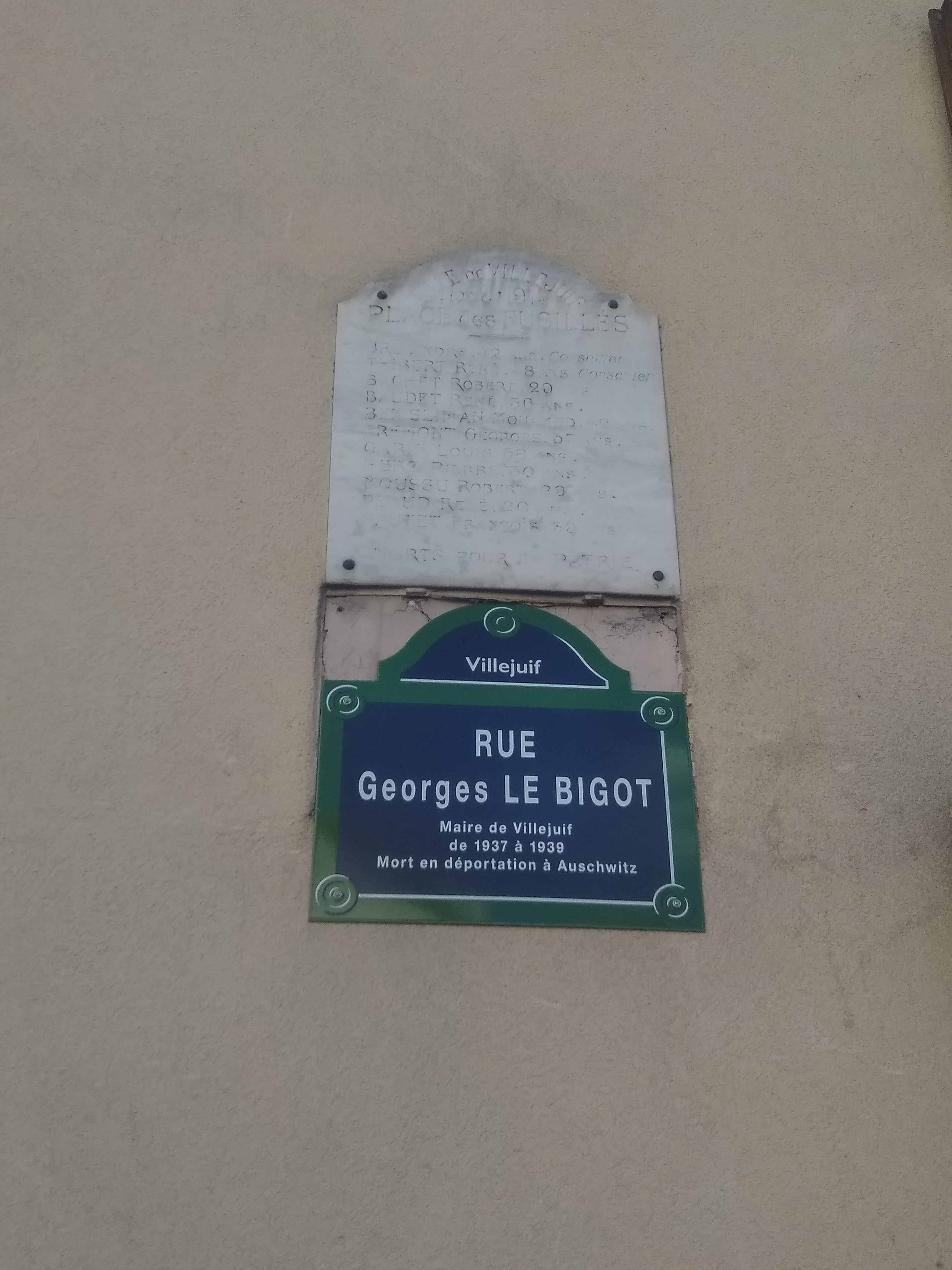
Plaque de la rue Georges-Lebigot.

Cette rue a été nommée en hommage à Georges Lebigot, maire de Villejuif (1937-1939), mort en déportation à Auschwitz en 1942,.
Une des extrémités de la rue, à l'angle de la rue Jean-Jaurès, a été nommée place des Fusillés, sans que ce toponyme ait une existence administrative. Une plaque de marbre commémore le sacrifice de René Plaud, André Bru, Pierre Herz, René Moussu, François Sautet, Mohamed Ben Slimane, Louis Garin, Georges Frémont, Charles Dehan, Léon Thibert, René Baudet et Robert Bachet.

## Historique

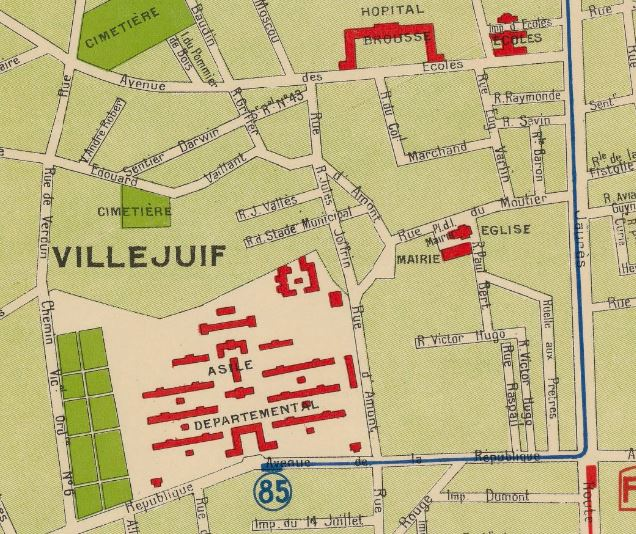
Le centre de Villejuif en 1930.

La rue Georges-Lebigot s'appelait autrefois rue du Moutier, l'expression moutier venant du latin populaire monisterium, signifiant monastère, et faisant référence à l’église rurale née ici vers l’an mil. Elle était pavée dès la fin du XVIIIe siècle.
Le samedi 20 février 1954, eut lieu au café de la Paix, sur la place des Fusillés, la rencontre de près d’une centaine de prêtres ouvriers qui souhaitèrent faire le point sur leur mouvement alors qu'il allait être condamné par Pie XII le 1er mars.
Le quartier et la rue, devenus insalubres, sont rénovés en 1956.

## Bâtiments remarquables et lieux de mémoire
- Église Saint-Cyr-Sainte-Julitte de Villejuif.
- Hôtel de ville de Villejuif, acquis en 1845.
- Au no 42, à l'angle de la rue Jean-Jaurès (anciennement Grande-Rue), se trouvait l'ancienne mairie[9], dépendance du château. Sous Louis XVIII, la justice de paix y siégeait chaque vendredi[10].
- Emplacement de l'ancien château de Villejuif.
- En 1915, cette voie a été représentée par une toile de Maurice Utrillo intitulée Rue du Moutier et place de la Mairie à Villejuif.